# Ann Sullivan
Ann Sullivan (* 10. April 1929 in Fargo, North Dakota; † 13. April 2020 in Woodland Hills, Los Angeles) war eine US-amerikanische Animatorin.

## Leben
Ann Sullivan wuchs in North Dakota auf. Sie folgte ihrer Schwester nach Kalifornien, wo sie schließlich am Art Center College of Design Kunst studierte. Nach ihrem Studienabschluss fand sie Arbeit als Zeichnerin bei den Walt Disney Animation Studios. Den Job gab sie zu Gunsten der Erziehung ihrer vier Kinder wieder auf. Erst 1973 kehrte sie als Zeichnerin zurück. Sie fand Arbeit bei den Hanna-Barbera-Studios. Ab Ende der 1980er Jahre kehrte sie zu Disney zurück.
Am 13. April 2020 starb Ann Sullivan drei Tage nach ihrem 91. Geburtstag im Motion Picture & Television Country House and Hospital während der COVID-19-Pandemie in den Vereinigten Staaten an den Folgen einer SARS-CoV-2-Infektion.

## Filmografie (Auswahl)
- 1988: Oliver & Co. (Oliver & Company)
- 1989: Arielle, die Meerjungfrau (The Little Mermaid)
- 1990: Der Prinz und der Bettelknabe (The Prince and the Pauper)
- 1992: Cool World
- 1994: Der König der Löwen (The Lion King)
- 1994: Der Pagemaster – Richies fantastische Reise (The Pagemaster)
- 1995: Pocahontas
- 1996: Der Glöckner von Notre Dame (The Hunchback of Notre Dame)
- 1997: Hercules
- 1998: Mulan
- 1999: Fantasia 2000
- 1999: Tarzan
- 2000: Ein Königreich für ein Lama (The Emperor’s New Groove)
- 2001: Atlantis – Das Geheimnis der verlorenen Stadt (Atlantis: The Lost Empire)
- 2002: Der Schatzplanet (Treasure Planet)
- 2002: Lilo & Stitch
- 2004: Die Kühe sind los! (Home on the Range)